# Manakhah (huyện)
Huyện Manakhah là một huyện thuộc tỉnh San`a', Yemen. Đến thời điểm năm 2003, huyện này có dân số 78932 người